# Jiang Jun (Snookerspieler)
Jiang Jun (chinesisch 江俊, Pinyin Jiāng Jùn; * 28. August 2005) ist ein chinesischer Snookerspieler aus Ji’an. Mit nur 13 Jahren gewann er 2019 die U18-Weltmeisterschaft. 2023 qualifizierte er sich für die World Snooker Tour der Profis.

## Karriere
Jiang Jun machte erstmals mit nur 13 Jahren auf sich aufmerksam, als er bei der Juniorenweltmeisterschaft 2019 in Qingdao erfolgreich war. In der Altersklasse U18 holte er sich mit einem 5:2-Sieg über Landsmann Gao Yang den Titel. Beim U21-Turnier kam er anschließend bis ins Halbfinale und unterlag dort nur knapp mit 4:5 gegen Pang Junxu. In den nächsten Jahren hatte er allerdings keine Gelegenheit, sich international zu beweisen. Die COVID-19-Pandemie führte zu Turnierabsagen und zu großen Reiserestriktionen für chinesische Spieler. Bei der Asienmeisterschaft 2023 trat er das nächste Mal in Erscheinung, er unterlag aber bereits im Achtelfinale dem erfahrenen Ex-Profi Thor Chuan Leong. Zuhause war Jiang, der an der WPBSA Snooker Academy in Guangdong trainierte, erfolgreicher. Im ersten Qualifikationsturnier der CBSA China Tour des chinesischen Verbands erreichte er das Finale und mit einem 4:2-Sieg über Liu Hongyu sicherte er sich mit 17 Jahren zwei Spielzeiten auf der internationalen Profitour.
Bei seinem ersten Profiturnier in der Saison 2023/24, der Championship League, schlug er sich bereits achtbar, er besiegte Himanshu Jain und spielte unentschieden gegen den Weltranglisten-16. Ryan Day. Danach folgten aber erst einmal nur einzelne Siege und mehrere Auftaktniederlagen. Bei der UK Championship gelang ihm nach einem Sieg über Jackson Page erstmals der Einzug in Runde 3. Höhepunkt der Saison war die Weltmeisterschaft am Ende, wo er Amir Sarkhosh, Fan Zhengyi und Sam Craigie schlug und im Match um den Einzug in die Endrunde gegen Hossein Vafaei bis zum 4:5 mithielt, bevor er mit 5:10 verlor. Im zweiten Jahr war das erste gute Ergebnis Runde 3 bei den English Open mit einem Sieg über Tom Ford. Runde 3 erreichte er auch bei den Northern Ireland Open und beim German Masters. Wertvollstes Ergebnis, auch wegen der höheren Wertigkeit des Turniers, war das Abschneiden bei der International Championship: Nach Siegen über Ex-Weltmeister Luca Brecel, Amir Sarkhosh und Yuan Sijun erreichte er sein erstes Achtelfinale. Viele Auftaktniederlagen in beiden Jahren verhinderten zwar eine ausreichende Platzierung in der Weltrangliste für eine Verlängerung des Profistatus – er kam auf Platz 73 –, die Ergebnisse im zweiten Jahr genügten aber, um ihm über die Ein-Jahres-Wertung zwei weitere Jahre auf der Tour zu sichern.